# Yvon Neptune
Yvon Neptune (ur. 8 listopada 1946 w Cavaillon) – polityk haitański, premier Haiti od 15 marca 2002 do 2 marca 2004. Został mianowany przez prezydenta Haiti, Jeana-Bertranda Aristide i krótko po rezygnacji Aristide, tłum chciał aby aresztować Neptune za korupcję, ale bez powodzenia. 19 lutego 2005 Neptune został ministrem ds. utrzymywania pokoju ONZ. 18 kwietnia 2005  Neptune rozpoczął strajk głodowy, chcąc zwrócić uwagę na zły stan służby zdrowia. 5 maja 2005 oświadczył, iż jest bliski śmierci. 23 czerwca 2005 specjalny wysłannik ONZ, Juan Gabriel Valdes skrytykował haitański rząd i zwolnił Neptune z więzienia. W 2010 roku wystartował w wyborach prezydenckich.